# Uncinochaeta incompleta
Uncinochaeta incompleta är en ringmaskart som beskrevs av Jean Louis Armand de Quatrefages de Bréau 1866. Uncinochaeta incompleta ingår i släktet Uncinochaeta och familjen Terebellidae. Inga underarter finns listade i Catalogue of Life.